# 利索維赫里尼夫齊

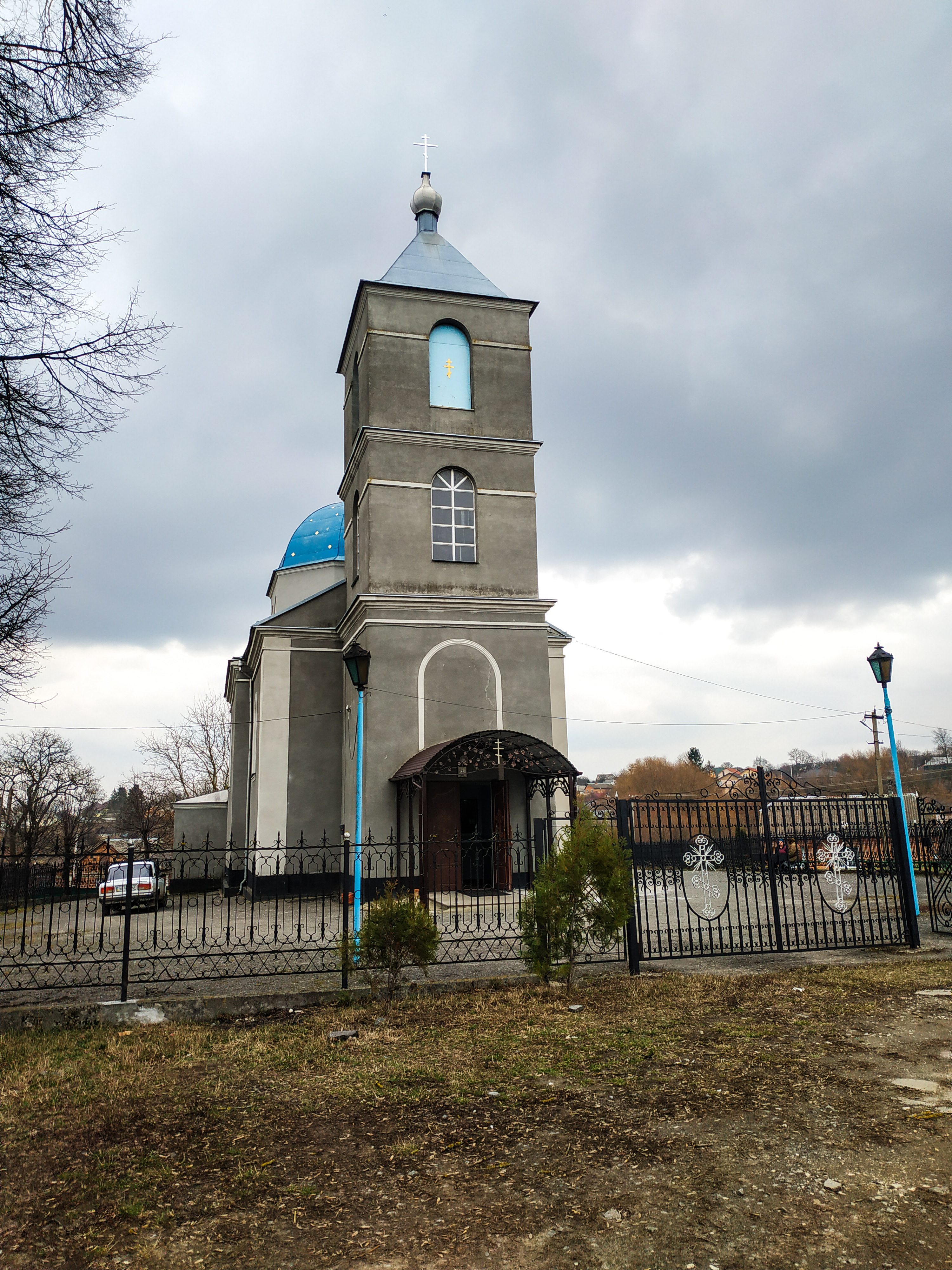
教堂

49°28′28″N 27°0′57″E / 49.47444°N 27.01583°E
利索維赫里尼夫齊（烏克蘭語：Лісові Гринівці）是位於烏克蘭西部的村莊，由赫梅利尼茨基州裡赫梅利尼茨基區的利索維赫里尼夫齊市鎮負責管轄。該村始建於1735年，面積2.38平方公里，海拔高度361米，2001年人口2,108，人口密度每平方公里885.7人。